# Провмыза
Провмыза — российское объединение художников, занимающихся современным искусством. Основано в 1998 году (по другим данным, в 1993). Наибольшую известность приобрели видеоработы Провмызы. Произведения группы находятся в частных и общественных собраниях Москвы, Чикаго, Штутгарта, Барселоны, Вены, Эссена и других городов. Несколько раз представляли Россию на биеннале в Венеции.

## Члены
Название объединения составлено из фамилий его участников. Оба участника проживают в Нижнем Новгороде (и родились там же, когда город еще носил имя Горький).
- Галина Мызникова
- Сергей Проворов

## Деятельность
Члены объединения работают в различных жанрах современного искусства: видео-арт, экспериментальное кино, фотография, перформанс, инсталляции. Видеоработы Провмызы участвуют в кинофестивалях и получают престижные награды. Одно из самых известных видео Провмызы - "Скользкая гора", на котором люди скатываются с горы, пытаются забраться на нее снова и опять скатываются вниз.  Видео было продемонстрировано более чем на 30-ти фестивалях кино и видео по всему миру. и получило несколько наград. Обычными темами для творений группы выступают ветер, свобода выбора, смерть. Последней теме посвящена опера «Марево», которая в 2012 году получила главный приз премии «Инновация» в номинации «Произведение визуального искусства».
Работа «Отчаяние», в которой группа людей как бы мимикрирует под агрессивную окружающую среду и сливается с ней, выиграла «Tiger Award» на 38-м международном кинофестивале в городе Роттердаме. В работе «Три сестры» дети стоят у окна и пытаются принять решение, однако, свобода выбора здесь иллюзорна.
В 2005 году на Венецианской биеннале Провмыза представила тактильную инсталляцию под названием «Idiot Wind» — заходивших в павильон посетителей сдувал ветер, разносивший детские голоса.
Провмыза выставлялась на кинобиеннале в Тель-Авиве, Кельне, Женеве, и других городах.
В 2010 году фильм Провмызы "Воодушевление" был приглашен в конкурсную программу "Горизонты" 67-го Венецианского кинофестиваля, где прошла его международная премьера. Следующая видео работа "Вечность" участвовала в конкурсе Римского международного кинофестиваля в 2012 году.

## Награды
Tiger Award for Short Film - 38th International Film Festival Rotterdam
Gran Premio for the Best Competing Film  - 25th Asolo International Art Film Festival
Best Experimental Film - 15th Chilean International Short Film Festival
Best Art Film  - 5th «Imaginaria» International Film Festival 
Prize of Juri - 25 fps International Experimental film | video festival и другие.
В 2010 году Провмыза была награждена Гран-при премии в области современного искусства им. С. Курехина (за «Три струнных квартета для одного видео» (2009—2010). Участники группы несколько раз входили в лонг-листы премии Кандинского 2007 (видеоинсталляции «Фуга», «Три сестры»), 2008 (видеоинсталляция «Отчаяние») и 2009 годов (видео «Капель», все перечисленные — в номинации «Медиа-арт. Проект года»). Были номинантами премии «Инновация»-2006 в номинации "Произведение визуального искусства (видеоинсталляция «Фуга»).
Произведения художников находятся в коллекции Центра Помпиду, ГМИИ имени Пушкина, МMОМА, Государственном центре современного искусства и
др.